# Marijke Hanegraaf

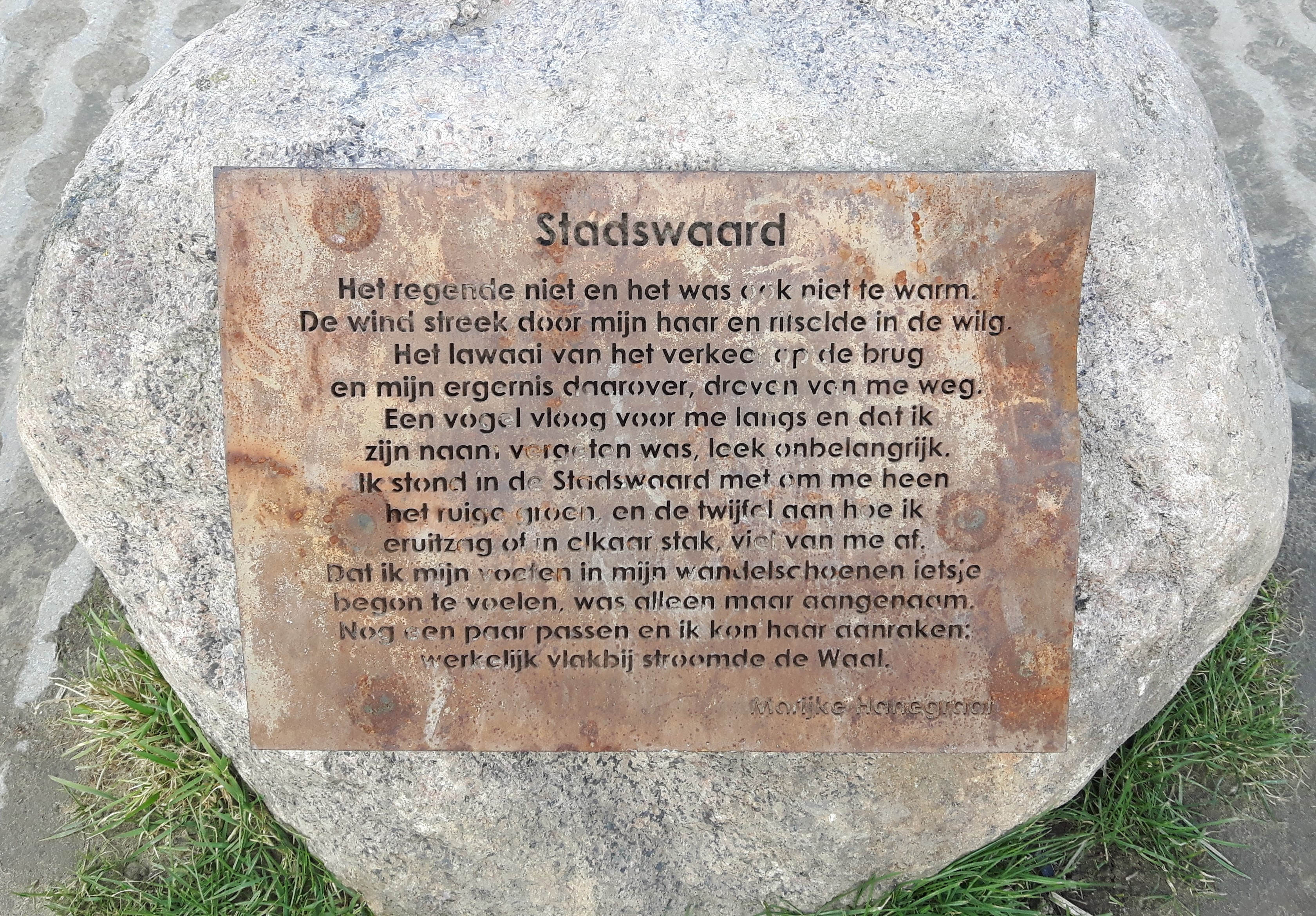
Gedicht 'Stadswaard' in de Ooijpoort in Nijmegen

Marijke Hanegraaf (Tilburg, 1946) is een Nederlandse dichteres. Zij woont sinds 1997 in Nijmegen. Ze was stadsdichter in Nijmegen in 2013 en 2014.

## Biografie
Marijke Hanegraaf werkte als analiste onder andere bij Organon in Oss en de Plantenziektekundige Dienst in Wageningen.
Zij debuteerde in 2001 met Veerstraat, waarna de bundels Proefsteen, Restruimte, Ergens slapen de anderen en Bestaansbegeerte volgden, alle bij haar uitgever De Arbeiderspers.
In 2013 en 2014 was zij stadsdichter van Nijmegen. De gedichten die ze hiervoor maakte, staan in de banderol Stadsgedichten. Drie ervan, Stadswaard, Station Nijmegen Lent en Oversteken zijn als literaire bakens gerealiseerd in de stad Nijmegen.
Hanegraaf is betrokken bij het Poeziecentrum Nederland in Nijmegen.
De gedichten Waalkade en Albany-Nijmegen zijn op muziek gezet. Ook zijn er gedichten vertaald in het Amerikaans, Frans, Duits en Indonesisch.
In augustus 1996 debuteerde Marijke Hanegraaf in het literaire tijdschrift Bloknoot. Voorpublicaties van haar verschenen in de literaire tijdschriften Hollands Maandblad, Maatstaf, De Tweede Ronde, Ballustrada en Het Liegend Konijn.
Zij won in 1997 bij de Nijmeegse Literatuurprijs zowel de jury- als de publieksprijs en  voor haar debuutbundel werd zij genomineerd voor de C.Buddingh’prijs.
In november 2024 exposeerde Marijke Hanegraaf haar serie Van ons vandaan samen met foto's van Ineke Janssen in Bibliotheek Marienburg in Nijmegen. Het zijn gedichten rondom de euthanasie van haar moeder. Van de tentoonstelling kwam ook een bundeling uit.

## Thema's
Marijke Hanegraaf schrijft over het verlangen jezelf te blijven in een veelheid van indrukken. Observaties via oog en oor zijn essentieel voor haar poëzie. Het is humane poëzie, met de intentie iets van de ander en de omgeving te begrijpen.

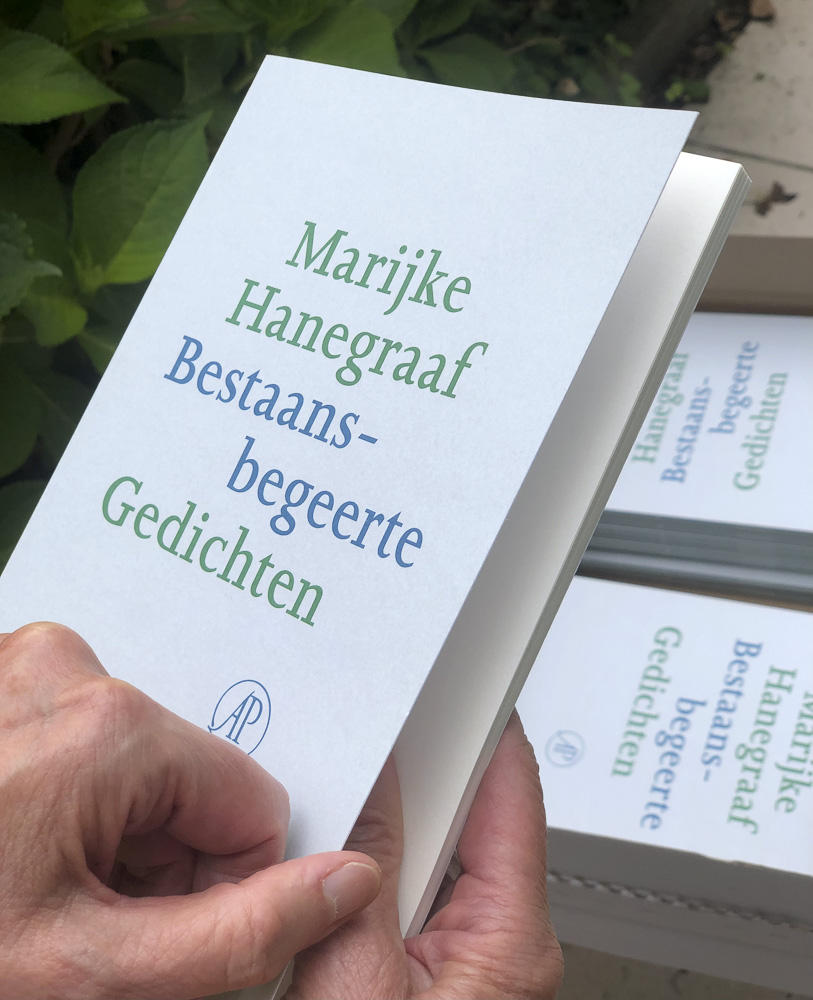

## Werken
- Van ons vandaan (2024) Gedichten Marijke Hanegraaf, Foto's Ineke Janssen, Uitgeverij Roelants
- Bestaansbegeerte (2022), De Arbeiderspers
- Ergens slapen de anderen (2016), De Arbeiderspers
- Stadsgedichten (2015)
- Restruimte (2010) De Arbeiderspers
- Proefsteen (2006), De Arbeiderspers, e-book versie
- Veerstraat (2001), De Arbeiderspers, genomineerd voor de C. Buddingh'prijs.

De stadsgedichten zijn in 2015 uitgegeven in een banderol door de Stichting Literaire Activiteiten Nijmegen] in samenwerking met het Poëziecentrum Nederland

## Literaire prijzen
- Nijmeegse Literatuurprijs 1997
- Nominatie C. Buddingh'-prijs 2002